# Esseltmolen

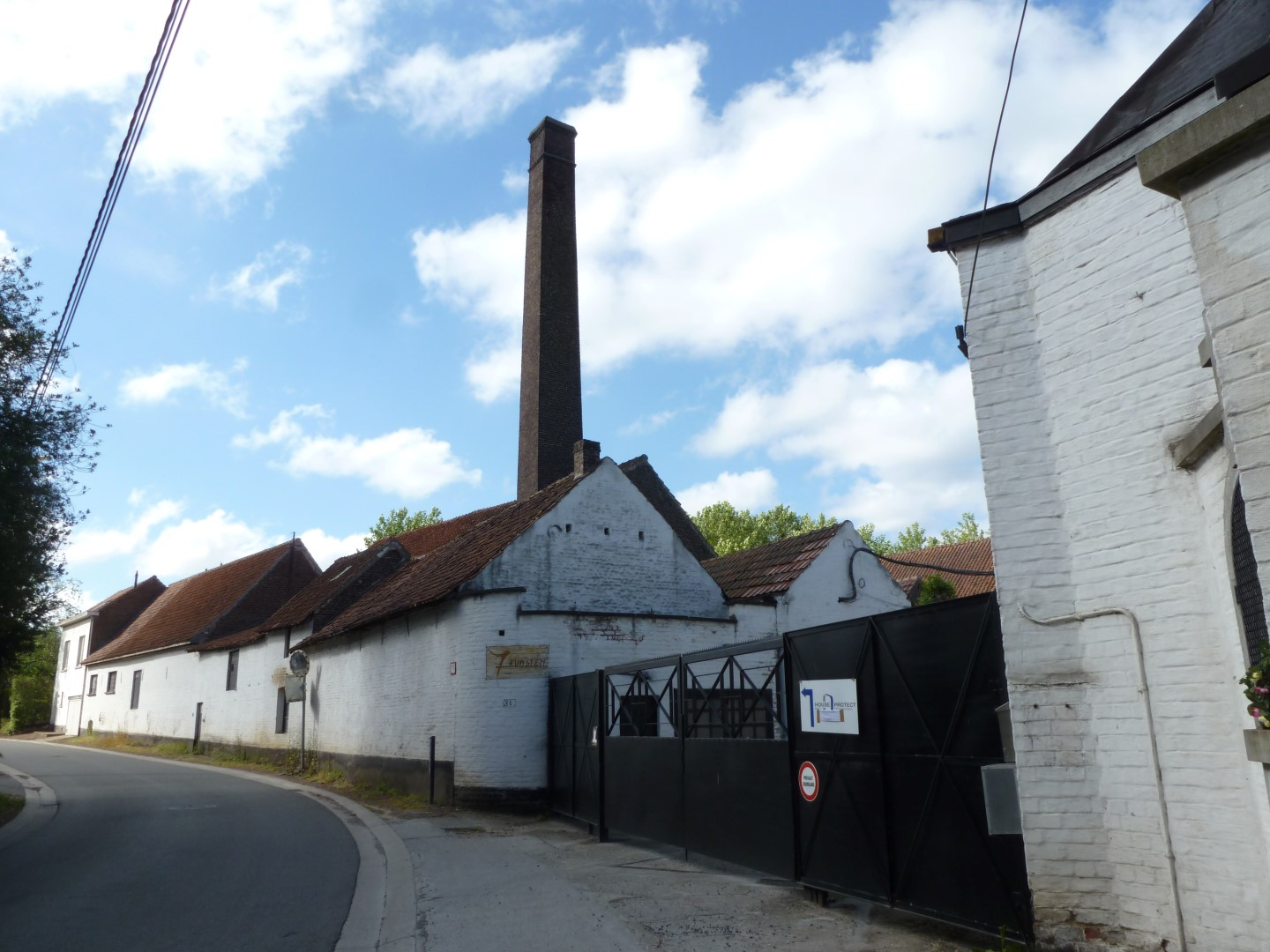
Esseltmolen

De Esseltmolen is een watermolen in de tot de Vlaams-Brabantse gemeente Beersel behorende plaats Dworp, gelegen aan de Zevenbronnenstraat 36-40.
Deze bovenslagmolen op de Zevenborrebeek fungeerde als papiermolen.

## Geschiedenis
Al in de 14e eeuw bestond hier het Hof van Esselt. De papiermolen kwam in de 16e eeuw tot stand. Sinds de 17e eeuw was de familie Winderickx hier actief. In 1833 was er sprake van een kartonfabriek die regelmatig werd uitgebreid. Zeker al in 1891 was er sprake van een stoomkartonfabriek. Er werd een vierkante schoorsteen gebouwd.
In de 20e eeuw verdween de bedrijvigheid en ook het waterrad werd verwijderd. Van de inrichting bleef maar weinig bewaard. In het complex werden vervolgens ateliers verhuurd.